# Nikon D100
Nikon D100 – 6-megapikselowa lustrzanka cyfrowa produkcji Nikon Corporation, zaprojektowana dla profesjonalistów i zaawansowanych hobbystów.
Aparat został zaprezentowany 21 lutego 2002 na PMA Annual Convention and Trade Show jako bezpośredni konkurent modelu Canon EOS D60. Przy cenie 1999 USD za korpus w Stanach Zjednoczonych, była to druga 6-megapikselowa lustrzanka cyfrowa poniżej bariery cenowej 2000 dolarów, po EOS D60.
Mimo że nazwa D100 sugerowała, że była to wersja cyfrowa modelu F100, styl aparatu przypomina bardziej model F80 (znany także jako Nikon N80 w USA), który jest zdecydowanie bardziej zorientowany do amatorów niż profesjonalny F100. Cena apratu z czasem zmalała do 1699 USD w maju 2003, i do 1499 USD w grudniu 2003. Wiosną 2004 Nikon zaprezentował model D70, oferujący podobne funkcje jak D100, lecz przy niższej cenie 999 dolarów. Jednakże Nikon kontynuował produkcję D100 do roku 2005 kiedy to zaprezentowano bardziej zaawansowany i skierowany do profesjonalistów model Nikon D200.
Aparat D100 wyposażony jest w bagnet F. Fotografie zapisywać można w formatach JPEG, RAW lub TIFF na kartach CompactFlash (typ I lub typ II) lub na Hitachi Microdrive.